# Hank Azaria
Hank Albert Azaria (/əˈzɛəriə/; Forest Hills, 25 de abril de 1964) é um ator, dublador, comediante e produtor americano, vencedor do Prêmio Emmy. Azaria é mais conhecido pelo seu trabalho com as vozes nas série animada de televisão Os Simpsons. Forneceu vozes para mais de 160 personagens incluindo Apu Nahasapeemapetilon,  Chefe Wiggum, Cara dos Quadrinhos, Cletus Spuckler, Duffman, Moe Szyslak, Professor Frink e Cobra.
Além de seu trabalho em Os Simpsons, Azaria tornou-se mais conhecido por suas participações em filmes como The Birdcage (1996), Godzilla (1998), Mystery Men (1999), America's Sweethearts (2001), Shattered Glass (2003), Along Came Polly (2004), Run Fatboy Run (2007), Night at the Museum: Battle of the Smithsonian (2009), Os Smurfs (2011) e Os Smurfs 2 (2013). Azaria também  teve papéis recorrentes nas séries Mad About You e Friends e estrelou o drama Huff (2004-2006). Azaria também forneceu também a voz de Eddie Brock/Venom na série de animação Spider-Man nos anos 90. E também como Gargamel.

## Biografia
Azaria nasceu no bairro do Queens, filho de judeus sefarditas, Ruth (Altcheck) e Albert Azaria. Seus avós vieram de Tessalônica, atualmente na Grécia. A língua falada por sua família em casa era o ladino (ou judeu-espanhol).
Azaria decidiu tornar-se ator após participar de uma peça da escola aos dezesseis anos. Estudou teatro na Universidade Tufts de 1981 a 1985, onde fez amizade com o ator Oliver Platt. Juntos, ambos estrelaram várias produções teatrais da faculdade, incluindo The Merchant of Venice, antes de Azaria treinar na Academia Americana de Artes Dramáticas. Antes de decidir ingressar na carreira de ator, Azaria trabalhou como ajudante de garçom.

## Vida pessoal
No início dos anos 90, Azaria namorou a atriz Julie Warner. Seu relacionamento com a atriz Helen Hunt começou em 1994. Casaram-se em uma cerimônia judaica tradicional na casa do casal no sul da Califórnia, em 17 de julho de 1999. Os dois apareceram juntos em Mad About You e " Dumbbell Indemnity", um episódio de Os Simpsons. Após um ano de casamento, Azaria saiu da casa e após seis meses de separação, Hunt pediu o divórcio, alegando  "diferenças irreconciliáveis". O divórcio foi finalizado em 18 de dezembro de 2000.
Azaria começou a namorar a ex-atriz Katie Wright em 2007, e os dois logo se casaram. Eles têm um filho juntos, Hal, nascido em 2009.
Azaria é o padrinho do filho de Oliver Platt, George. Ele também é um jogador regular de poker, participando duas vezes no Celebrity Poker Showdown e competindo em outros eventos, terminando alguns lugares antes da bolha no evento principal da Série Mundial de Pôquer de 2010. Azaria é defensor do Partido Democrata. Ele gosta das músicas de Elvis Costello e afirmou que teria sido um terapeuta se não fosse ator. Ele considera 
a trilogia O Poderoso Chefão o que o inspirou a se tornar um ator, e cita Peter Sellers e Walt Frazier como seus ídolos. Azaria co-fundou a instituição de caridade de apoio educacional "Determined to Succeed".

## Filmografia

### Cinema
| Ano  | Filme                                          | Papel                                   | Notas                                                            |
| ---- | ---------------------------------------------- | --------------------------------------- | ---------------------------------------------------------------- |
| 1988 | Cool Blue                                      | Buzz                                    |                                                                  |
| 1990 | Pretty Woman                                   | Detetive                                |                                                                  |
| 1994 | Quiz Show                                      | Albert Freedman                         |                                                                  |
| 1995 | Now and Then                                   | Bud Kent                                |                                                                  |
| 1995 | Heat                                           | Alan Marciano                           |                                                                  |
| 1996 | The Birdcage                                   | Agador Spartacus                        | Ganhou - Prémio Screen Actors Guild para melhor elenco num filme |
| 1997 | Grosse Pointe Blank                            | Steven Lardner                          |                                                                  |
| 1997 | Anastasia                                      | Bartok                                  | Ganhou - Annie Award                                             |
| 1998 | Great Expectations                             | Walter Plane                            |                                                                  |
| 1998 | Homegrown                                      | Carter                                  |                                                                  |
| 1998 | Godzilla                                       | Victor "Animal" Palotti                 |                                                                  |
| 1998 | Celebrity                                      | David                                   |                                                                  |
| 1999 | Cradle Will Rock                               | Marc Blitzstein                         |                                                                  |
| 1999 | Mystery Men                                    | The Blue Raja                           |                                                                  |
| 1999 | Mystery, Alaska                                | Charles Danner                          |                                                                  |
| 1999 | Bartok the Magnificent                         | Bartok                                  | Diretamente para vídeo; também produtor.                         |
| 2001 | America's Sweethearts                          | Hector Gorgonzolas                      |                                                                  |
| 2002 | Bark!                                          | Sam                                     |                                                                  |
| 2003 | Shattered Glass                                |                                         |                                                                  |
| 2004 | Along Came Polly                               | Claude                                  |                                                                  |
| 2004 | Nobody's Perfect                               | Ray                                     | Curta metragem; também produtor, diretor e argumentista.         |
| 2004 | Dodgeball: A True Underdog Story               | Young Patches O'Houlihan                |                                                                  |
| 2004 | Eulogy                                         | Daniel Collins                          |                                                                  |
| 2005 | The Aristocrats                                | Ele próprio                             | Documentário                                                     |
| 2007 | Chicago 10                                     | Various characters                      |                                                                  |
| 2007 | The Simpsons Movie                             | Diversas personagens                    |                                                                  |
| 2007 | Run Fatboy Run                                 | Whit                                    |                                                                  |
| 2007 | The Grand                                      | Mike "The Bike" Neslo                   |                                                                  |
| 2008 | Immigrants                                     | Jóska                                   |                                                                  |
| 2009 | Night at the Museum: Battle of the Smithsonian | Kah Mun Rah The Thinker Abraham Lincoln | Antagonista principal                                            |
| 2009 | Year One                                       | Abraham                                 |                                                                  |
| 2010 | Love and Other Drugs                           | Dr. Knight                              | Pré-produção                                                     |
| 2011 | Os Smurfs                                      | Gargamel                                | Antagonista Principal                                            |
| 2011 | Happy Feet Two                                 | Sven                                    |                                                                  |
| 2013 | The Smurfs 2                                   | Gargamel                                | Antagonista Principal                                            |
| 2013 | Lovelace                                       | Gerard Damiano, diretor de Deep Throat  |                                                                  |
| 2014 | Ray Donovan                                    | Ed Cochran                              |                                                                  |